# Pont Université

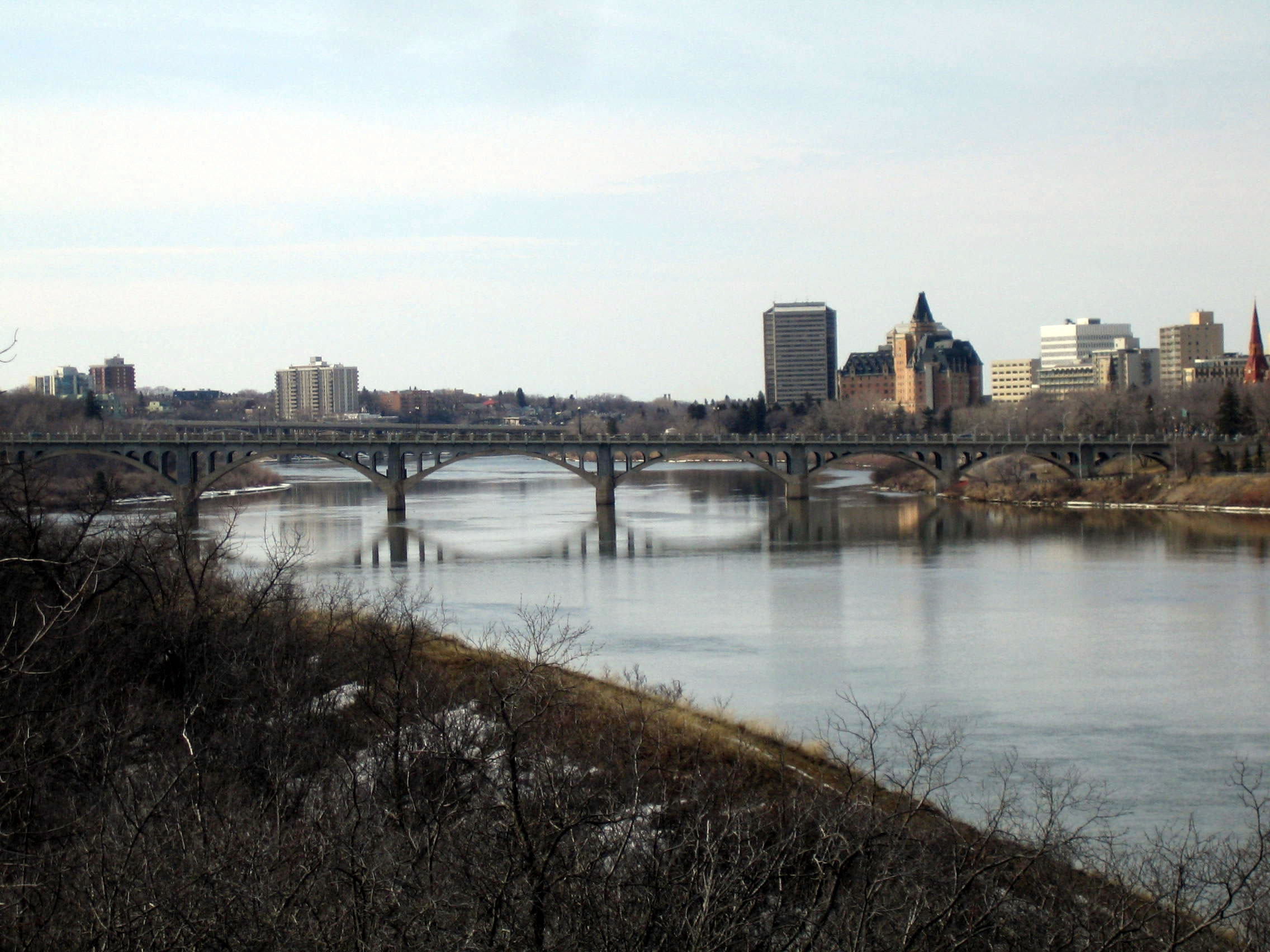
Le pont Université et le centre-ville de Saskatoon

Le pont Université enjambe la rivière Saskatchewan Sud entre l'avenue Clarence et la promenade College sur la rive est avec la 25e rue à l'ouest à Saskatoon, en Saskatchewan, au Canada. Le pont est également connu sous le nom de pont de la 25e rue, et est une route de banlieue importante entre les deux moitiés de Saskatoon. Entre son ouverture en 1916 et l'inauguration du pont Circle Drive en 1983, c'était le passage à niveau le plus au nord de la ville. Il est nommé pour le fait qu'il donne accès à l'Université de la Saskatchewan.
À l'origine, le pont de l'Université devait être construit en treillis d'acier, semblable au pont de la Circulation, un autre pont environ un kilomètre du sud. Au lieu de cela, une nouvelle conception a été utilisée et Saskatoon a vu le début de son premier pont en arche en béton armé en 1913. Malheureusement le constructeur d'origine, R.J. Lecky, offrait un prix trop bas pour le contrat, avait des problèmes avec le béton et faisait face à des accusations de conflit d'intérêts. Un pilier du pont a dû être reconstruit et, parce que l'impact de la Première Guerre mondiale sur l'économie mondiale, l'entreprise a fait faillite et le gouvernement provincial a dû terminer la construction du pont lui-même. Une fois achevé en 1916, c'était le plus long pont de ce genre au Canada.
Plusieurs légendes urbaines ont entouré le pont depuis sa construction. Une des histoires était que l'entrepreneur d'origine mélangait de la paille avec le béton pour économiser de l'argent. Une autre rumeur dit qu'un ouvrier est tombé à la mort dans l'une des formes lorsque les piliers du pont ont été construits, et que ses restes sont enterrés jusqu'à nos jours. Bien que sensationnelles, aucune de ces histoires n'est soutenue par des preuves réelles.
Le pont University a fait l'objet de travaux de réfection et de réparation en 1972, 1985, 1998 et 2015.